# Ten Minutes Older
Ten Minutes Older (bra Dez Minutos Mais Velho) é um projeto cinematográfico de 2002 que consiste em duas compilações de curtas-metragens intituladas The Trumpet e The Cello. 
O projeto foi concebido pelo produtor Nicolas McClintock como uma reflexão sobre o significado do tempo na virada do milênio. Quinze cineastas célebres foram convidados a criar suas próprias visões do significado do tempo em dez minutos de filme. A música das compilações foi composta por Paul Englishby e tocada por Hugh Masekela (trompete) e Claudio Bohorques (violoncelo).